# Liechtensteiner Cup 2013/14
Der Liechtensteiner Cup 2013/14 (offiziell: FL1 Aktiv-Cup) war die 69. Austragung des Fussballpokalwettbewerbs der Herren in Liechtenstein. Der Wettbewerb wurde vom 20. August 2013 bis zum 1. Mai 2014 in fünf Runden im K.-o.-System ausgespielt. Der Vorjahressieger und Rekordpokalsieger FC Vaduz konnte seinen Titel verteidigen. Es war der 42. Pokalsieg für den Verein, der sich damit die Teilnahme an der Qualifikation zur UEFA-Europa League 2014/15 sicherte.

## Teilnehmende Mannschaften
18 Mannschaften waren für den Wettbewerb gemeldet:
| - FC Vaduz - FC Vaduz U23 - FC Vaduz III - FC Triesen - FC Triesen II - USV Eschen-Mauren - USV Eschen-Mauren II - USV Eschen-Mauren III | - FC Balzers - FC Balzers II - FC Balzers III - FC Triesenberg - FC Triesenberg II - FC Ruggell - FC Ruggell II - FC Schaan - FC Schaan II - FC Azzurri Schaan |

## 1. Vorrunde
Die 1. Vorrunde fand vom 20. bis zum 28. August 2013 statt. Folgende Mannschaften hatten für diese Runde ein Freilos: FC Ruggell, FC Schaan, FC Vaduz, USV Eschen-Mauren, FC Balzers und FC Triesenberg.
| Datum            |                       | Ergebnis |                      |
| ---------------- | --------------------- | -------- | -------------------- |
| 20.08. 20:00 Uhr | FC Balzers III        | 2:1      | USV Eschen-Mauren II |
| 20.08. 20:30 Uhr | USV Eschen-Mauren III | 5:2      | FC Vaduz III         |
| 21.08. 20:00 Uhr | FC Ruggell II         | 0:2      | FC Triesen II        |
| 21.08. 20:00 Uhr | FC Triesenberg II     | 2:4      | FC Azzurri Schaan    |
| 21.08. 20:00 Uhr | FC Schaan II          | 0:4      | FC Triesen           |
| 28.08. 20:00 Uhr | FC Balzers II         | 2:0      | FC Vaduz U23         |

## 2. Vorrunde
Die 2. Vorrunde fand am 1. und 2. Oktober 2013 statt. Die Halbfinalisten des letzten Pokalwettbewerbs hatten für diese Runde ein Freilos (FC Vaduz, USV Eschen-Mauren, FC Balzers und FC Triesenberg).
| Datum            |                       | Ergebnis |                   |
| ---------------- | --------------------- | -------- | ----------------- |
| 01.10. 20:00 Uhr | FC Balzers III        | 2:3      | FC Azzurri Schaan |
| 02.10. 20:00 Uhr | FC Triesen            | 1:2      | FC Ruggell        |
| 02.10. 20:00 Uhr | FC Balzers II         | 0:3      | FC Schaan         |
| 02.10. 20:00 Uhr | USV Eschen-Mauren III | 4:3      | FC Triesen II     |

## Viertelfinale
Das Viertelfinale fand vom 29. Oktober bis zum 6. November 2013 statt.
| Datum            |                       | Ergebnis |                   |
| ---------------- | --------------------- | -------- | ----------------- |
| 29.10. 19:30 Uhr | USV Eschen-Mauren III | 0:1      | FC Azzurri Schaan |
| 30.10. 20:00 Uhr | FC Schaan             | 0:6      | FC Vaduz          |
| 05.11. 19:30 Uhr | USV Eschen-Mauren     | 4:1      | FC Balzers        |
| 06.11. 20:00 Uhr | FC Ruggell            | 2:1      | FC Triesenberg    |

## Halbfinale
Das Halbfinale fand am 8. und 9. April 2014 statt.
| Datum            |                   | Ergebnis |                   |
| ---------------- | ----------------- | -------- | ----------------- |
| 08.04. 20:15 Uhr | FC Azzurri Schaan | 0:5      | USV Eschen-Mauren |
| 09.04. 19:30 Uhr | FC Ruggell        | 0:8      | FC Vaduz          |

## Finale
Das Pokalfinale im Rheinpark-Stadion in Vaduz gewann der FC Vaduz am 1. Mai 2014 mit 6:0.
| Paarung           | FC Vaduz – USV Eschen-Mauren |
| Ergebnis          | 6:0 (2:0) |
| Datum             | 1. Mai 2014 |
| Stadion           | Rheinpark Stadion, Vaduz |
| Schiedsrichter    | Fedayi San ( Schweiz) |
| Tore              | 1:0 Pascal Schürpf (35.) 2:0 Nicolas Hasler (43.) 3:0 Nico Abegglen (60.) 4:0 Nico Abegglen (68.) 5:0 Ramon Cecchini (80.) 6:0 Pak Kwang-ryong (83.) |
| FC Vaduz          | Peter Jehle – Nick von Niederhäusern, Mario Sara (71. Vladan Milošević), Simone Grippo, Daniel Kaufmann – Andrea Maccoppi, Nicolas Hasler – Pascal Schürpf (45. Diego Ciccone), Nico Abegglen, Ramon Cecchini – Manuel Sutter (71. Pak Kwang-ryong) Cheftrainer: Giorgio Contini ( Schweiz) |
| USV Eschen-Mauren | Boban Antić – Giuseppe Coppola, Norbert Frrokaj, Bosko Trajković, Valdet Istrefi – Patrick Scherrer (67. Adis Hujdur), Julian Rupp, Aljaž Kavčič (67. Philipp Hörmann), Marco Fässler – Niklas Kieber, Michael Bärtsch (77. Boris Živaljević) Cheftrainer: Uwe Wegmann ( Deutschland)       |